# かんさい土曜ほっとタイム
かんさい土曜ほっとタイム（かんさいどようほっとタイム）はNHK大阪放送局製作のNHKラジオ第1放送の全国放送番組である。2004年4月3日から開始。2019年3月16日放送終了。

## 概要
元々土曜日は「土曜サロン」（1993年4月～2000年3月）「土曜ほっとタイム」（2000年4月～2004年3月）として、当初は毎週東京発、1996年4月からの月末だけ大阪発という形を取っていたが、2004年度からは毎週土曜日全編を、大阪発の全国放送としてリニューアルしたものである。
オープニングで毎回佐藤アナは、「みなさんこんにちは、JOBK　ジャパン(Japan)大阪(Osaka)馬場町(ばんばちょう)(Bamba-cho)の近所(Kinjo)、NHK大阪放送局からお送りする、かんさい土曜ほっとタイム。わたくし佐藤誠です！」と番組を紹介する（2001年11月に現在の大手前に移転する以前は、「ジャパン大阪、馬場町の『角(Kado)』」と言っていた）。
佐藤アナは2008年3月で（NHK職員として）定年を迎えたが、同年4月以降も続投した（2008年3月1日・3月8日の同番組の放送にて発表）。高校野球などで番組がないときも待機し、中止や中断の場合にスタジオからつなぎ（フィラー）番組を放送した。「久しぶりにニュースを読みましたけど緊張しましたね！」と語っている。
2019年3月16日の放送をもって、15年（土曜ほっとタイム時代を含めると19年）の歴史に幕を降ろした。後番組は13時台が『らじるセレクト』、14 - 15時台は『NHKプロ野球』（プロ野球のオフシーズン期間及び大相撲中継期間中は別番組）となる。なお、本番組の人気コーナーだった『ぼやき川柳』は同年4月以降金曜深夜放送の『関西発ラジオ深夜便』に移行して継続され、選者の大西泰世もこちらに続投となった。

## 放送時間
- 毎週土曜日
  - ラジオ第1 13:05～15:55（2010年度、2012年度～）
  - NHKワールド・ラジオ日本　13:15（途中飛び乗り）～15:55（2010年度まで、2012年度～）。
    - 2011年度はラジオ第1、NHKワールド・ラジオ日本とも13:30～15:55の放送となっていた。これは13:05～13:30に「上方演芸会」（NHKワールド・ラジオ日本は独自の日本語ニュース、海外安全情報、名曲スケッチ、みんなのうた）が組まれたための時間変更である。これによってNHKワールド・ラジオ日本における途中飛び乗りでの開始が無くなり、番組冒頭から聴くことができるようになっていた。しかし、2012年度の番組改編で「上方演芸会」が日曜15:30からの放送に時間帯移動することに伴い、本番組の放送時間が2010年度と同じ時間帯に戻るため、国際放送では再び途中飛び乗り編成を行なうことになった。
- NHKワールド・ラジオ日本は2009年度迄16:53終了だった時期には、16時台は国際放送独自の日本語ニュースと海外安全情報を放送するため16:15に再度飛び乗りとなっていた。）
- 毎時0分から5分程度全国のニュース。55分から5分間ローカルニュース・天気（NHKワールド・ラジオ日本は海外安全情報）。
- 大相撲期間中は16時台休止（2009年度迄）。
- 一部地域ではプロ野球中継や高校野球地方大会（春季、夏季、秋季）放送のため全て、もしくは一部の時間帯が休止となる。
  - NHKネットラジオ らじる★らじるが開始されてからは番組最後の予告案内の際、「一部の地域では（高校野球などのスポーツ中継）のためラジオ放送ではお聞きいただけないところがあります。NHKネットラジオ らじる★らじるをご利用ください」と案内するようになった。
- 全国放送でも高校野球全国大会の場合は全て休止。その他のスポーツ中継の場合でも全て、もしくは一部の時間帯が休止となる場合もある（この場合、NHKワールド・ラジオ日本ではFM放送･デジタルラジオ実用化試験放送の音楽番組を中心に差し替える。）。
- 原則として高校野球全国大会が行なわれる8月を除く毎月第3週はBKプラザのオープンスタジオから公開生放送をする。（自由見学）＝2009年4月18日の放送から
- 2009年10月の公開放送は、放送会館の公開に合わせて31日に。第3土曜日の17日は通常どおりスタジオからの放送。
- 2011年2月の公開放送は「特集・ぼやき川柳のつどい」と題して26日にNHK大阪ホールから放送。第3土曜日の19日は通常どおりスタジオからの放送。
- 2012年9月29日の公開放送はNHK仙台放送局から放送（大阪・東京以外の地方発の放送は今回が初めてとなる）。

以前の放送時間
- 1999年4月～2004年3月　毎月最終土曜日 13:05～16:53（土曜ほっとタイム関西版として放送）
- 2004年4月～2010年3月　毎週土曜日　13:05～16:53
- 2010年4月～2011年3月　毎週土曜日　13:05～15:55（16時台がアンコールアワー(再放送枠)となったため短縮。）
- 2011年4月～2012年3月　毎週土曜日　13:30～15:55（13時台前半に上方演芸会が編成されていたため短縮。2012年4月から上記の時間帯に戻る）

## タイムテーブル

### 2007年度
- 週変わりコーナー・1 オススメ情報（13:08頃）
- お天気どんなんかなー（13:30頃）

天気予報で、南利幸（気象予報士）とのトークがあり、毎回 南予報士によって季節や風物詩を織り込んだ駄洒落風の一句が詠まれる。なお、南は土曜日に東京発の『おはよう日本』『週刊ニュース深読み』を担当している関係上、東京・渋谷の放送センターにあるラジオセンターのスタジオと結んでトークが行われる。
- 週変わりコーナー・2（13:40頃）
- おもしろ人物ファイル（14時台）

関西を中心に活躍、あるいは関西出身の著名人に毎回ゲストとして迎えて関西に対する思いや最近の活動などを語る。 地方局などで公開放送を行った場合は、その地に関係する人物が登場する。
- ぼやき川柳アワー（15時台）

詳しくは後述。
- 週変わりコーナー・3（16:10頃）

関西各地の話題…関西NHK各局のアナウンサーによるリポート。
今月の京料理…家庭でも出来る京料理を紹介する。
すみれ通信…宝塚歌劇団や宝塚音楽学校の最新情報を紹介する。
音の世界…日常の風景を「音」で紹介していく。
- 「さおりのちょっと聞いてよ」「みほのひとりごと」「あきほの言いたいねん」（16:35頃）

女性パートナーが近況報告や最近感じたことを話す。

### 2009年度
上述「2007年度」とほとんど変更はないが、女性パートナーの入れ替えにより、16時台後半のコーナーの名称に変更が見られる。
- 「さおりのちょっと聞いてよ」…海原さおり 担当
- 「かのこのひとりごと」…西川かの子 担当
- 「あきほの言いたいねん」…千堂あきほ 担当
- 「史子の聞いておくれやす」…奥野史子 担当

「2007年度」同様、毎週ローテーションで登場の女性パートナーが近況報告や最近感じたことを話す。

### 2010年度
「2009年度」とあまり変更はないが、15:55迄の放送となるため、16時台の一部のコーナーが13時代へ移動した。
- 「さおりのちょっと聞いてよ」…海原さおり 担当
- 「かのこのひとりごと」…西川かの子 担当
- 「あきほの言いたいねん」…千堂あきほ 担当
- 「史子の聞いておくれやす」…奥野史子 担当 の従来16時台に放送されていた女性パートナーのコーナーが13時台後半へ移動
- 「大西泰世の川柳教室」…従来は偶数月で公開放送のある日に行なわれていたコーナーが第5週の土曜日の放送に変更され、13時台前半へ移動（同時にスタジオでの非公開放送に変更。ただし、2010年10月の第5週は放送会館の公開に合わせた放送が行われる関係で1週繰り上げ第4週に変更される）。
- 本年度より「おもしろ人物ファイル」コーナーを「ほっと人物ファイル」コーナーに変更。大阪製作の番組（例『てっぱん』）出演者も登場するようになった。

### 2011年度
放送時間が30分短縮し13:30からの放送になったため、13時台のオススメ情報と女性パートナーのコーナーがなくなる（前者は一部のコーナーのみ「週変わりコーナー」の中で継続）。14時台以降は「2010年度」と同じ。
- お天気どんなんかなー（13:35頃）
- 週変わりコーナー（13:40頃）…13時台前半で放送されていた「大西泰世の川柳教室」（第5週の土曜日）はこちらで引き続き放送される（2011年4月は第5週の30日でなく、第2週の9日に繰り上げて放送。同年6月は第5週がなく、第4週の25日に放送。同年9月は第5週がなく、第1週の3日に放送）。
- ほっと人物ファイル（14時台）…週によっては過去に放送された内容を再構成してアンコール放送を行うこともある。
- ぼやき川柳アワー（15時台）
- 当初は15時台の「ぼやき川柳アワー」内（15:40頃）にも気象情報が入り、15時台にも南が登場していた（その後廃止され以前と同様13時台のみ）。

### 2012年度以降
2012年4月から放送時間が戻ったため13時台前半にオススメ情報が復活。公開放送となる原則第3土曜日は「ほっとdeライブ」と題した歌手や音楽家のミニコンサートが開催される場合もある。14・15時台は2011年に変わらずだった。

## 出演者

### メインパーソナリティー
- 佐藤誠
  - 2005年3月まではアナウンサーとして出演、その後同年4月より嘱託職となり、2007年3月を以ってNHKを定年退職。現在は大阪放送局専属のパーソナリティ、神戸松蔭女子学院大学教授として出演。

### パートナー
以下の4人が週替わりで担当するが、出産・育児などの都合により休演するタレントもいる
- 海原さおり（お笑いコンビ海原さおり・しおり のさおり）（漫才師・大木こだま・ひびきのこだまの妻。関西発・土曜サロン時代（3代目パートナー）時代を含め、1997年～2003年も担当していた）
- 千堂あきほ（女優・元歌手。2007年4月～）2008年5月頃までの予定でそれ以降は産休に入り、一時出演休止。（2008年3月8日の同番組での発言より）。その後、復帰したが、2010年12月18日放送分をもって2度目の産休に入り、再び出演休止となった（2010年12月18日の同番組での発言より）。2011年6月25日放送分から再び復帰。なお千堂はアイドル時代に文化放送で番組を持っており、それ以来のラジオ番組担当である
- 奥野史子（スポーツコメンテーター、元シンクロナイズドスイミング選手（バルセロナオリンピック銅メダリスト）。2008年4月～。2011年6月4日放送分を以って産休に入るため、一旦出演休止。2012年1月14日放送分から復帰）
- 西川かの子（タレント。 同・元参議院議員の西川きよしの長女。2008年4月19日放送分から復帰）

### コーナー担当
- 浜村淳（タレント・映画評論家。“オススメ映画情報” 主にBKプラザからの公開放送で登場）
- 松田忠徳（札幌国際大学観光学部教授。“オススメ温泉情報” 北海道・札幌からの電話出演。2010年3月まで）
- 小佐田定雄（落語作家。“上方落語噺”）
- 森西真弓（立命館大学教授。“関西文化芸能” 2011年3月まで）
- 江弘毅（雑誌編集者。“オススメ関西ガイド” ）
- 木村真弓（旅行ペンクラブ会員。“旅情報”）
- 大西泰世（川柳作家。“ぼやき川柳”）
- 今西正子（宝塚音楽学校副校長。“すみれ通信”）
- 中川真（大阪市立大学大学院教授。“音の世界”）
- 森川裕之（料亭主人。“今月の京料理”）
- 白井操　（料理研究家“白井操のよろしゅうおあがり”）
- 南利幸（気象予報士、“お天気どんなんかなー”）

### 過去のパートナー
- わかぎえふ（関西発・土曜サロン時代1996年4月～9月まで担当＝初代パートナー）
- 尼子騒兵衛（関西発・土曜サロン時代1996年10月～1997年3月まで担当＝2代目パートナー。2011年7月23日放送分では「ほっと人物ファイル」のゲストとして約14年ぶりに出演。NHKアニメ『忍たま乱太郎』の原作者）
- 河島あみる
- 遥洋子
- 沢松奈生子（2003年～2007年2月17日）
- 武田美保（2006年10月～）
- 西村由紀江（ピアニスト 2011年1月8日・6月18日放送分）

## 主なコーナー

### ぼやき川柳アワー
通称は『ぼやせん』で、番組の目玉コーナーである。
前身は『関西発土曜サロン』のスタートと同時に始まった『ぼやきアワー』である。これは文字通り、日々の暮らしの中での不平・不満や愚痴をぼやいてもらうというものであった。しかしこの時はなかなかリスナーからのお便りが集まらず、翌1996年度からは『お笑いぼやきアワー』にリニューアルし、笑えるぼやきも紹介するようになったが状況は好転せず、残った時間はリクエスト曲や中継コーナーでつないでいた。
そこで1997年度から、ぼやきを織り込んだ川柳を募集するようにしたところ投書が急増、たちまち人気コーナーになった。現在では毎週800 - 900通ほどの投句があり、1000通を超えることも少なくない。公開放送では当日訪れた観客からの投句が詠まれるケースもある。
基本的には毎週2つの題が出され（そのうち1つは動詞または形容詞、もう1つは名詞となっている。まれに動詞と形容詞の組み合わせもあり）、それを大西が選句、佐藤と女性パートナーが交互に紹介していく。特に優秀な作品は『ぼやき川柳大賞』に選ばれ、投句者に記念品が贈られる。
なおコーナーの冒頭には佐藤の「ぼやき川柳アワー」という陽気な語り口の後、「武器も持たない、金もない、権力も持たない、庶民の唯一の抵抗手段はぼやき川柳、ぼやせん!」というコーナーのキャッチコピーを女性パートナーが叫ぶが、これは『ぼやきアワー』時代からずっと行われている（『お笑いぼやきアワー』時代までは、最後の部分は「ぼやきー!」であった）。
女性パートナーの語りにはそれぞれ独特なパターンがあり、千堂あきほがパートナーの時は最後に「ぼやせーん」と語尾を延ばしている。また、西川かの子がパートナーの時は最後の「ぼやせん!」の部分を佐藤が言っている。海原さおりがパートナーの時はやや早口の語りで読んでいる。
コーナーの最後には、ファンファーレとともに『ぼやき川柳大賞』が発表されるが、最優秀句が1句、優秀句が10句程度発表され、投稿者の都道府県名とペンネームおよび投稿句が読み上げられる。選者の大西泰世が簡単な総評をし、次回のお題が2題発表される。
毎週多くの投句があり、放送で読み上げられるのも難関なので、この『ファンファーレ』を憧れにした投句もある。また、なかなか取り上げられないことをそのままボヤく句も多い。
2007年5月5日には『ぼやき川柳』開始10周年を記念した公開生放送がNHK大阪ホールで行われた。その後、2009年4月18日の放送を第1回目として、以降は原則毎月第3週にBKプラザオープンスタジオでの公開放送となっているが、その際の16時台（大相撲・高校野球と重なる日は除く）に当日訪れる観客などを交えて『川柳教室』を開催している。2010年度は放送時間が15:55までとなったことに伴い、川柳教室は第5週の土曜日13時台前半に変更された。
2011年2月26日にはぼやき川柳アワー15周年を記念して、2007年以来となる『ぼやき川柳アワーの集い』と題されたぼやき川柳投稿家のリスナーを招待した公開生放送がNHK大阪ホールで行われ、以後も年1 - 2回程度、土曜日が連休と重なる場合を中心として『ぼやき川柳の集い』としてNHK大阪ホールでの公開生放送もしくは収録が行われている。この場合その振替でBKプラザからの公開放送がない場合もある。
2015年3月までは当日の放送終了後、番組ホームページでも1週間放送内容を聴くことができた。そのため高校野球地方大会などで聴くことができない場合でもこのコーナーに限ってはインターネット配信で聴くことができた。
- 2009年9月19日は特番でコーナー休止。お題は9月26日にスライド。
- 2009年10月24日はプロ野球 パ・リーグクライマックスシリーズ・北海道日本ハムファイターズ対東北楽天ゴールデンイーグルス（札幌ドーム）の中継のため休止。お題は10月31日にスライド。
- 2010年4月3日は第82回選抜高等学校野球大会決勝・興南vs日大三中継の為休止、10日にスライド。
- 2011年11月12日はプロ野球日本シリーズ第1戦・福岡ソフトバンクVS中日（ヤフードーム）中継の為休止、19日にスライド。
- 2012年3月17日はコーナーが『今年度の大賞句を読み解く』と題し特別編成となった為通常コーナー休止。
- 2016年4月23日はコーナーが熊本地震の特別編成で『支えあおう～被災地へのメッセージ』となった為通常コーナー休止。

2019年以降は番組終了に伴い、関西発ラジオ深夜便23時台後半枠で継続することが決定した。

### お天気どんなんかなぁー
気象予報士の南利幸が担当する気象情報コーナー。通常、13:30過ぎから5～6分の枠で放送。全国向けの気象情報コーナーはこの1回だけである（その後は毎時55分すぎに各ローカル局からアナウンサーが伝える）。南は東京に赴任中のため東京・ラジオセンターのスタジオから出演し、大阪のスタジオの佐藤アナウンサーおよび女性パートナーとは中継でのトークとなる（2008年までは、南は電話での出演であった）。ただし、2011年2月26日放送分は東京発の番組終了後、新幹線で大阪に移動してNHK大阪ホールから「ぼやき川柳の集い」の公開放送で生出演した（生放送終了後、翌日の番組担当を控えて東京へ再び移動）。また、2011年8月20日放送分は南が夏休みのため東京発の気象情報の担当（翌21日も含む）は休止したものの、本番組では滞在先の鹿児島から電話で通常どおり生出演した（たいていは高校野球中継期間中に本番組が休止する時期に合わせて夏休みをとり東京発の気象情報の担当を休止するが、このときは高校野球中継の時期が例年よりも早かった）。2011年9月2日放送分はラジオ第1で13時のニュースを台風12号関連を中心に15分間放送し、上方演芸会も10分遅れで放送した関係で本番組が13:40開始となり、本コーナー自体休止となった（南が務める東京発の気象情報はテレビでは通常通り担当）。
日本周辺の気圧配置の解説に始まり、全国主要都市の天気、実況気温、予想気温(雨天時は降水量も)を述べたあと、南が最近感じた季節変化や風物詩を披露する。それを踏まえた上で、「そこで一句作りました…」と前置きをし、駄洒落風の句を披露する。この句は翌日の「NHKニュースおはよう日本」の首都圏ローカル枠（7:40-7:45）でも披露することがある。
2012年度は不定期で放送される気象歳時記のコーナーも「お天気どんなんかなぁー」に続けて放送されることになった（初放送は2012年6月30日）。出演は「お天気どんなんかなぁー」に引き続き、南が務めている。
- 2009年7月25日の放送では、気象情報コーナー自体はあったものの、西日本の大雨情報の関係で時間が押してしまい、一句が割愛された。
- 2009年10月31日は、通常｢五・七・五｣の句を｢五・七・五・七・七｣で詠んだ。

## テーマ音楽について
- again...　押尾コータロー作曲、アルバム「DRAMATIC」収録。尚、当テーマ曲の演奏時間は、4分12秒である。

大阪発・土曜ほっとタイムの頃から使用しており、番組終了時は、オープニング、各正時ニュース後、中盤のBGM（関東地区の道路交通情報）、パートナー名の持ちコーナーのジングル、エンディングで使用している。
なおオープニングではフルサイズで流れれていた。
番組終了後は関西発ラジオ深夜便に移行した、「ぼやき川柳」のコーナーのジングルに使用されている。

## テレビ放送について
- 近畿地方のみではあるが、2007年1月4日・5日の17時15分から総合テレビでも2006年12月2日放送分が放送された。
- 2007年4月6日2008年3月7日までの間、上記と同様に関西ローカルであるが、毎週金曜日の17:15～17:40まで総合テレビで「テレビ de ぼやき川柳」というタイトルでレギュラー放送された。なお、ラジオで2月24日放送分が、テレビでの初回放送となる。
  - 単独としてのテレビ番組は2008年春改編で終了。2008年度はぐるっと関西プラス内、その後はぐるっと関西おひるまえ内で放送されている。